# Gare de La Chapelle-sur-Erdre
La gare de La Chapelle-sur-Erdre est une gare ferroviaire française (fermée et détruite) des lignes de Nantes-Orléans à Châteaubriant et de Blain à La Chapelle-sur-Erdre, située sur le territoire de la commune de La Chapelle-sur-Erdre, dans le département de la Loire-Atlantique en région Pays de la Loire.
Mise en service en 1877 par la Compagnie du chemin de fer de Paris à Orléans (PO), elle est fermée en 1980 par la Société nationale des chemins de fer français (SNCF). 
Après la démolition du bâtiment voyageurs lors de la construction d'une route, le reste de l'emprise est détruit et remplacé par deux voies au début des années 2010 lors de la modernisation de la ligne de Nantes à Châteaubriant pour une réouverture avec un service de tram-train. Elle est remplacée par plusieurs haltes situées sur la commune : en direction de Nantes: celles de Babinière et d'Erdre-Active, et en direction de Châteaubriant : celles de La Chapelle-centre et de La Chapelle-Aulnay.

## Situation ferroviaire
Établie à 27 mètres d'altitude, la gare de bifurcation de La Chapelle-sur-Erdre était, de 1877 à 2014, située au point kilométrique (PK) 439,349 de la ligne de Nantes-Orléans à Châteaubriant, entre les gares de Saint-Joseph et de Sucé-sur-Erdre.
Elle était également, de 1939 à 1952, la gare d'aboutissement de la ligne de Blain à La Chapelle-sur-Erdre, après la gare de Treillères.

## Histoire
La création d'une station à La Chapelle-sur-Erdre est officiellement décidée, le 11 juillet 1874, par le ministre des travaux publics lorsqu'il approuve le projet d'implantations de cinq stations sur le tracé de la ligne de Nantes à Châteaubriant.
La gare de La Chapelle-sur-Erdre est mise en service le 23 décembre 1877 par la Compagnie du chemin de fer de Paris à Orléans lorsqu'elle ouvre à l'exploitation la ligne de Châteaubriant à Nantes. Elle dispose notamment : d'un bâtiment voyageurs de base rectangulaire à quatre ouvertures, un étages sous combles et une toiture à longs pans couverte en ardoise, d'une halle à marchandises, d'un magasin et d'un abri sur le quai opposé.
Elle devient une gare de bifurcation le 19 août 1901, lorsque la Compagnie des chemins de fer de l'Ouest, concessionnaire d'une ligne de Beslé à La Chapelle-sur-Erdre, ouvre à l'exploitation le premier tronçon de Blain à La Chapelle-sur-Erdre. L'ouverture de Beslé à Blain a lieu le 1er juillet 1910. Pour l'ouverture de cette nouvelle ligne, le plan des voies de la gare est remanié et complété avec notamment l'ajout d'une nouvelle voie paire pour permettre le stationnement de deux trains venant de Nantes et un doublement de la voie de marchandises. Les installations sont également modifiées avec un nouvel abri double sur le quai opposé devenu central, le déplacement des toilettes sur le quai du bâtiment voyageurs, et un agrandissement de la halle à marchandises.
En 1908, le service marchandises est annuellement de 45 wagons, dont un apport saisonniers de pommes. À la fin des années 1920 le nombre de wagons est de 96 chaque année, mais cette augmentation ne permet pas à la commune d'obtenir l'installation d'un pont bascule toujours refusé par la Compagnie.
Sur la ligne de Blain la faiblesse des trafics amène leurs fermetures : le 9 janvier 1939 pour celui des voyageurs et le 18 mai 1952 pour celui des marchandises.
La gare est fermée le 31 mai 1980, en même temps que la relation commerciale Nantes - Châteaubriant, après le passage du dernier train, assuré par un autorail de type X 2400.
La gare reste ouverte au service des marchandises, pour desservir l'entreprise France Boisson, jusqu'en 2008. Le bâtiment voyageurs est détruit lors de la construction de la route départementale (RD) n°39.

## Service des voyageurs
Gare fermée et détruite.